# Brug 837
Brug 837 is een vaste brug in Amsterdam, Buitenveldert.
De brug was in opzet een voetbrug tussen de Europaboulevard en de Drentestraat over een afwateringstocht langs die eerste. In 1968 kwam Dirk Sterenberg van de Dienst der Publieke Werken met een vaste brug. Zij was geplaatst tussen betonnen landhoofden en borstweringen. Ze had een lengte van 7,20 meter. In het midden was er een lichtgrijze brugpijler van 60 cm breedte waarop zich een donkergrijze V-vorm bevond, die het rijdek droeg. Het geheel was afgewerkt met witte brugleuningen met zwarte topbalk tussen zwarte balusters. De brug was vier meter breed en leidde onder andere naar de PTT-zendmast.
In de 21e eeuw ging de gehele omgeving op de schop in verband met de ontwikkeling van de Zuidas. Kantoortorens werden uit de grond gestampt en het stratenplan werd gewijzigd. De Drentestraat is van de Amsterdamse kaart verdwenen, nieuw is de Barbara Strozzilaan. Eigenlijk herinnert alleen de naam Drentepark aan de straat. Dat was eerst nog een parkje, maar werd in 1988 in gebruik als keerlus van tramlijn 4 bij Station Amsterdam RAI. Drentepark werd daarna de naam van een bedrijventerrein tussen de Rijksweg 10/Rondweg Amsterdam en de De Boelelaan, waarbij de oostgrens ligt bij diezelfde Europaboulevard en de westgrens bij de Antonio Vivaldistraat.
Van 2004 tot 2006 werd er vervolgens gebouwd aan kantoorgebouw Eurocenter II. Daarbij sneuvelde vermoedelijk ook de brug van Sterenburg. Vanaf 2006 liggen er voor de gehele ongeveer vijftig meter lange gevel van Eurocenter II stalen roosters op stalen balken. Alleen aan het zuideinde is nog een betonstructuur te zien. Het terrein tussen Eorocenter en de Rijkweg is dan nog in ontwikkeling met onder andere de bouw van het Vivaldigebouw (genoemd naar de Antonio Vivaldistraat) voor het Europees Geneesmiddelenbureau. Als brug zijn alleen het noordelijke en zuidelijke uiteinden in gebruik; het noordelijke ligt dan op de plaats van de oude brug 837 en is toegankelijk voor voetgangers en fietsers.

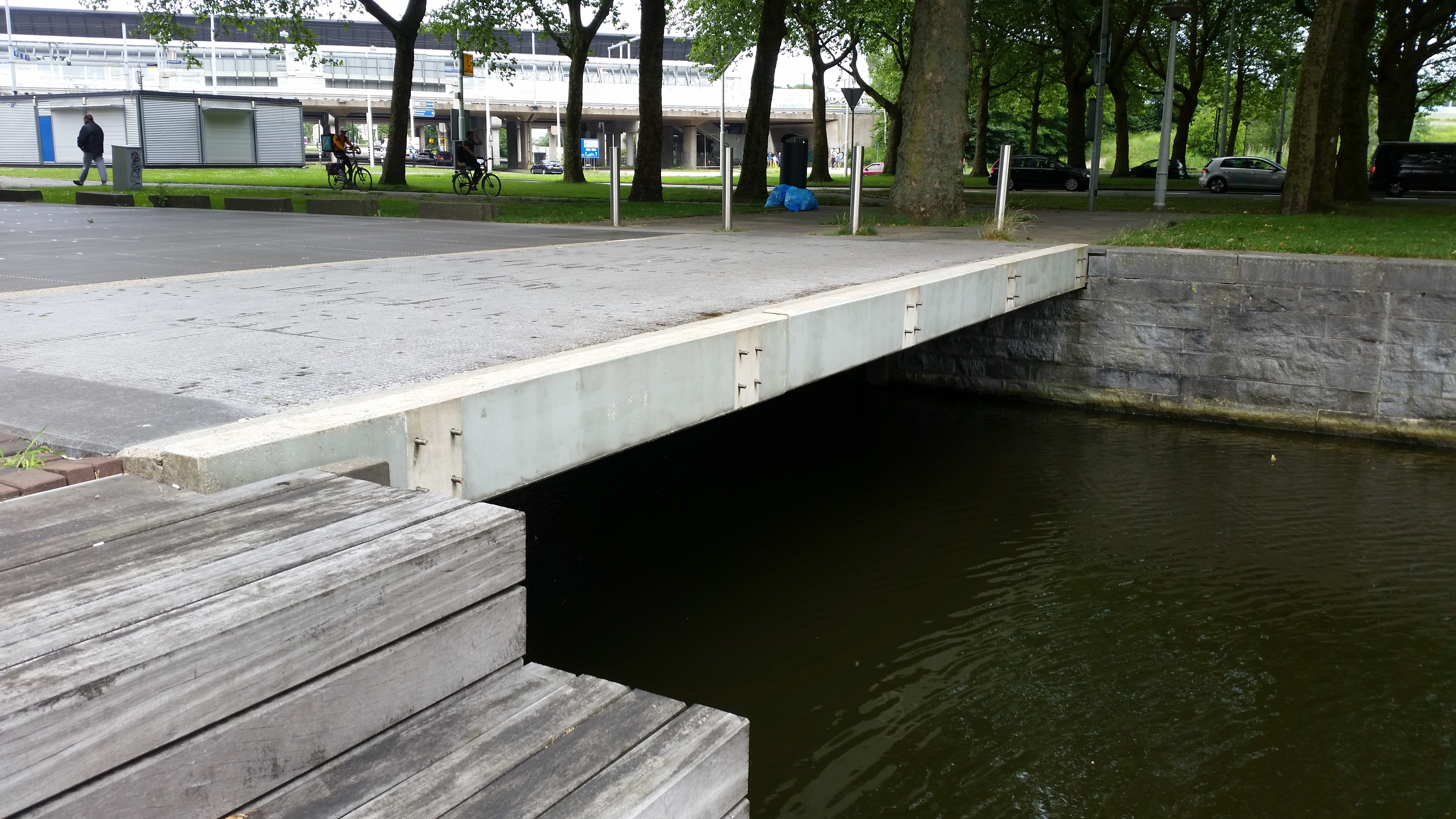
Zuidkant van brug 837 (augustus 2018)

<<< · 801 · 802 · 803 · 804 · 805 · 808 · 811 · 812 · 813 · 814 · 815 · 816 · 817 · 818 · 819 · 820 · 821 · 822 · 823 · 824 · 825 · 826 · 827 · 828 · 829 · 830 · 831 · 832 · 833 · 834 · 835 · 836 · 837 · 838 · 839 · 840 · 841 · 842 · 844 · 845 · 846 · 848 · 849 · 850 ·  854 · 856 · 857 · 858 · 859 · 860 · 863 · 864 · 865 · 866 · 867 · 868 · 869 · 870 · 871 · 872 · 873 · 875 · 876 · 877 · 889 · 890 · 891 · 892 · 893 · 895 · 896 · 897 · 898 · 899 · >>>
Brugnummers 800, 806, 807, 809, 810, 843 (gesloopt, Uilenstede, Amstelveen), 847 (Uilenstede, Amstelveen) , 851 (gesloopt, Dirk Sterenberg), 852 (gesloopt, Dirk Sterenberg), 853 (gesloopt, Dirk Sterenberg), 855, 861, 862, 874, 878, 879, 880, 881, 882, 883, 884, 885, 886, 887, 888, 894 zijn niet (meer) vergeven.